# جيانا عيد
جيانا عيد (3 يناير 1963 -) ممثلة سورية.

## عن حياتها
من مواليد مدينة درعا
، بدأت التمثيل بعام9 وانضمت في 10 أغسطس 1982 إلى نقابة الفنانين السوريين، وهي خريجة «المعهد العالي للفنون المسرحية» قسم التمثيل. وهي زوجة الممثل زياد سعد وشقيقة الممثل حسام عيد.

## أعمالها

### المسرح
- مسرحية عزيزي مارات
- مسرحية التنكة
- مسرحية حلاق بغداد
- مسرحية حكاية ميسون.

### التلفزيون
- مسلسل القبضاي بهلول
- الطبيبة
- دكان الدنيا
- الوجه والمرآة
- الرجل الأخير
- أبو زيد الهلالي
- علاء الدين أبو الشامات
- رياح الليل
- درب التبان
- الدغري
- رياح المواسم
- دموع الأصايل
- العنب المر
- تاج من شوك
- ليل المسافرين
- جهينة
- الوسيط
- أمنيات صغيرة
- القلب
- صقر الجبل
- محاكم بلاسجون
- أمهات
- امرأة في دائرة الخوف
- البيوت أسرار
- بإنتظار الياسمين
- وحوش و سبايا
- عيال مشهور
- عيلة 8 نجوم
- رمال وآمال
- أحلى غنوة بدور العمة جومانا
- الإمام 2017
- مسلسل الموءودة

## روابط خارجية
- جيانا عيد على موقع قاعدة بيانات الأفلام العربية